# Сыновья неоновой ночи
«Сыновья неоновой ночи» — гонконгский криминальный триллер режиссёра Джуно Мака по его же сценарию. Главные роли исполнили Такэси Канэсиро, Шон Лау, Тони Люн Ка-фай, Луис Ку и Гао Юаньюань. Производство фильма началось в июне 2017 года и завершилось в марте 2018 года.
Мировая премьера фильма состоялась в рамках секции «Полуночные показы» Каннского кинофестиваля 2025 года.

## Сюжет
В занесённом снегом Козуэй-Бэй происходит внезапный взрыв, в результате которого погибает богатый гонконгский бизнесмен и разгорается ожесточенный конфликт между наркоторговцами и теми, кто им противостоит. В ходе расследования выясняется, что этот хаос был частью тщательно спланированной, безумной серии действий, организованной наследником синдиката наркоторговцев. Объявив войну с целью создать «мир без наркотиков» и изменить наследие своей семьи, он ввергает в полное смятение преступный мир.

## В ролях
- Такэси Канэсиро — наследник крупной финансовой компании, надеющегося стереть с лица земли тёмную историю своей семьи
- Шон Лау — двуличный офицер полиции
- Тони Люн Ка-фай — психолог, работающий в полиции
- Луис Ку — Чинг Ман-Синг, убийца со сложным прошлым
- Гао Юаньюань — психотерапевт на пенсии
- Мишель Вай
- Вайман Вонг
- Цзян Пэйяо — Малыш Ип, убийца
- Роза Мария Веласко
- Карл Нг
- Уилсон Лам
- Чинг Тунг
- Тони Лю
- Клемент Фунг
- Ло Хой-Панг
- Джеральд Чан
- Лоуэлл Ло
- Кам Квок-Лунг
- По Хи-чинг
- Джейсон Чой
- Конан Ли
- Ван Шунде
- Филипп Жоли — Энцо

## Производство
О начале работы над фильмом стало известно 25 марта на Гонконгском кинофестивале 2015 года. Фильм стал второй режиссёрской работой Джуно Мака после фильма 2013 года «Окоченение». По словам Мака, на разработку сценария фильма ушло более пяти лет.
В июне 2017 года стало известно о начале производства фильма с бюджетом 150 миллионов гонконгских долларов. В актёрский состав вошли Такеши Канеширо, Шон Лау, Луи Ку и Тони Люн Ка-фай.
25 сентября 2017 года около Windsor House, несмотря на 30 °C, прошли съёмки сцены со снегом, в которых принял участие Лау.
28 сентября 2017 года состоялась первая пресс-конференция посвящённая фильму, на которой присутствовали режиссёр Мак и актеры Шон Лау, Тони Люн Ка-фай, Гао Юаньюань и Мишель Вай. Были показаны двухминутный закадровый ролик, тизер-постер фильма и различные кадры с персонажами. Также стало известно, что для съёмок масштабной начальной сцены фильма съемочная группа построила в Хуэйчжоу копию Causeway Bay в масштабе 1:1.
27 марта 2018 года появилась информация, что производство фильма официально завершено после восьми месяцев съёмок, и был выпущен ещё один двухминутный видеоролик «За кадром».
21 марта 2018 года Джуно Мак представил фильм на Гонконгском кинофестивале 2018, где сообщил, что фильм планируется выпустить в 2019 году. В 2020 году сообщалось, что фильм выйдет в 2021 году. По состоянию на июнь 2024 года фильм ещё не вышел.